# Японский серебристый горбыль
Японский серебристый горбыль (лат. Argyrosomus japonicus) — вид лучепёрых рыб семейства горбылёвых.

## Описание
Окраска варьируется от серебристого до бронзового-зелёного оттенка. Длина может достигать 1,8 метра, а масса — 75 кг. Количество позвонков — 25.

## Ареал
Распространены в прибрежных водах следующих стран: Австралия, Китай (в том числе Гонконг) Джибути, Индия, Япония (в том числе Рюкю), Корея, Маврикий, Мозамбик, Оман, Пакистан, ЮАР, Тайвань и Вьетнам.

## Значение
Является объектом промысла.